# Andrew Bajadali

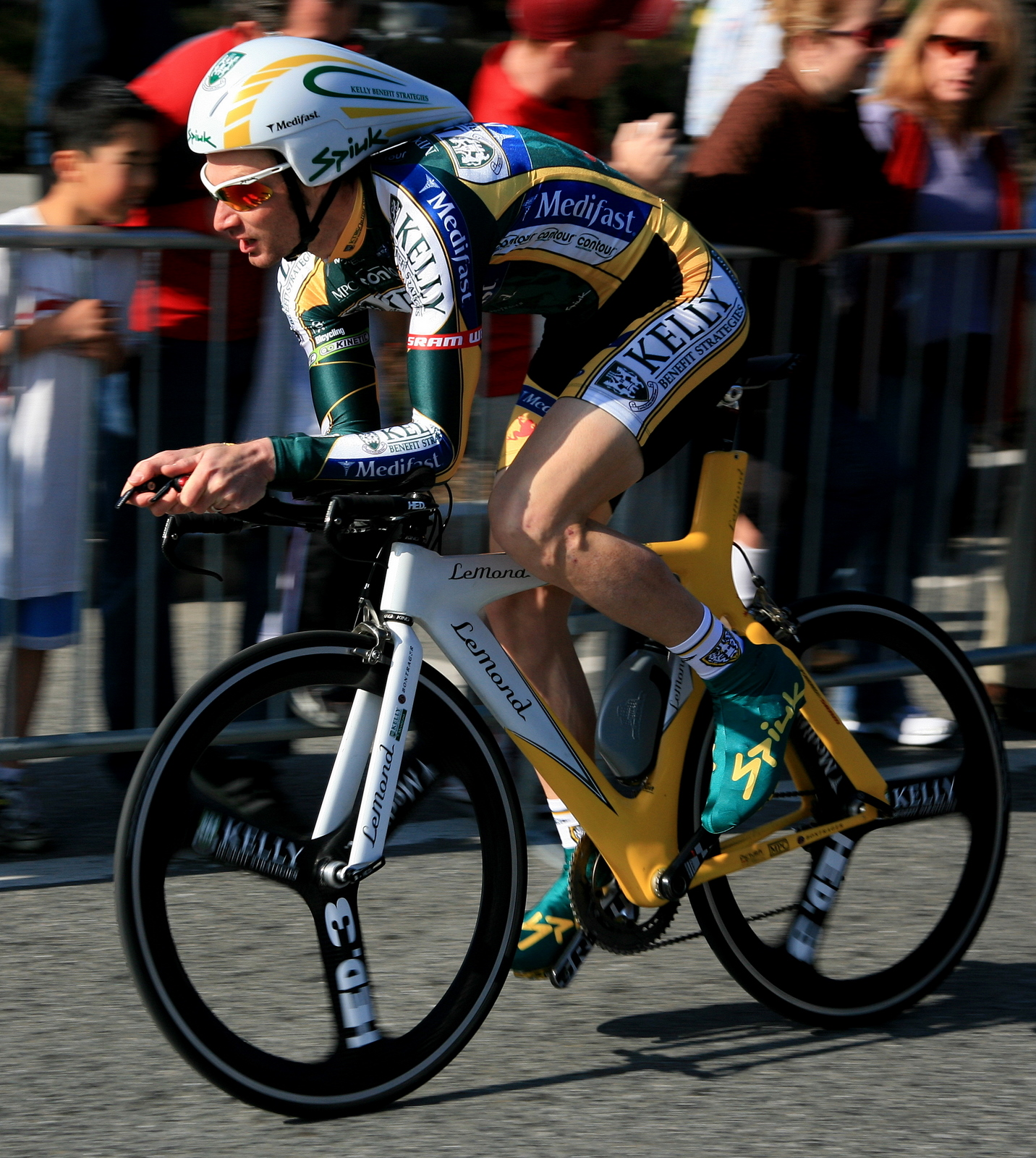
Andrew Bajadali bei der Tour of California 2008

Andrew Bajadali (* 1. Mai 1973 in Sacramento) ist ein ehemaliger US-amerikanischer Straßenradrennfahrer.
Andrew Bajadali begann seine Karriere 2003 bei dem US-amerikanischen Radsportteam Ofoto-Lombardi Sports. In der Saison 2005 gewann er eine Etappe beim Mount Hood Classic und er konnte die Gesamtwertung des Boulder Stage Race für sich entscheiden. Ab 2006 fuhr Bajadali für das Jelly Belly Cycling Team. In seinem ersten Jahr dort gewann er die Gesamtwertung der Tri-Peaks Challenge Arkansas. Im nächsten Jahr gewann er dort eine Etappe und verteidigte seinen Gesamtsieg. Außerdem wurde er Erster der Gesamtwertung beim Redlands Bicycle Classic. Seit 2008 fuhr Bajadali für das US-amerikanische Continental Team Kelly Benefit Strategies. 2009 entschied er die Gesamtwertung bei der Tour of Thailand für sich.

## Erfolge – Straße
2005
- Gesamtwertung Tour of Utah

2007
- Gesamtwertung Redlands Bicycle Classics

2009
- Gesamtwertung Tour of Thailand

## Teams
- 2003 Ofoto-Lombardi Sports
- 2004 Ofoto-Lombardi Sports

- 2006 Jelly Belly
- 2007 Jelly Belly
- 2008 Kelly Benefit Strategies-Medifast
- 2009 Kelly Benefit Strategies
- 2010 Kelly Benefit Strategies
- 2011 Kelly Benefit Strategies-OptumHealth
- 2012 Team Optum-Kelly Benefit Strategies